# Rheinenergiestadion

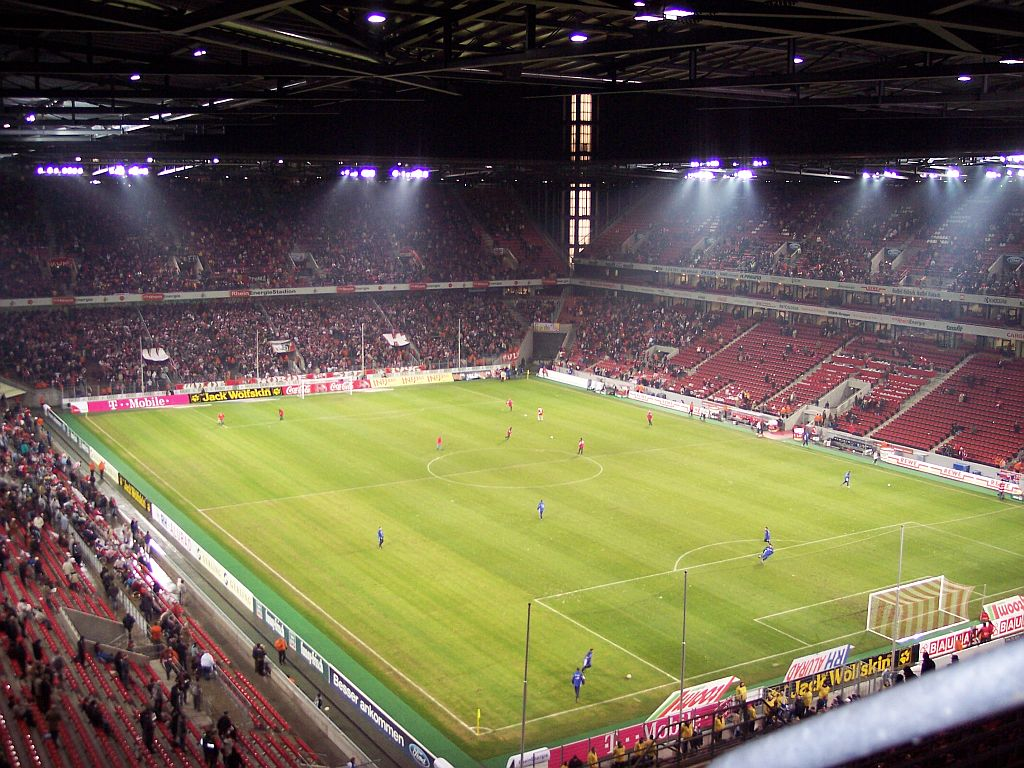
RheinEnergieStadion inifrån

Rheinenergiestadion, i marknadsföringssyfte skrivet RheinEnergieStadion, är en fotbollsarena i Köln i Tyskland, byggd 2001–2004. Rheinenergiestadion är hemmaarena för 1. FC Köln.
Efter första världskriget byggdes arenan Müngersdorfer Stadion, som stod klar 1923. Arenan byggdes om totalt under 1970-talet, och nyinvigdes 1975. Inför VM i fotboll 2006 beslutades att bygga en helt ny arena på samma plats. Bygget skedde i etapper så att FC Köln kunde fortsätta att spela sina matcher på arenan. I början av 2004 stod den nya Rheinenergiestadion klar.
Till skillnad från dess föregångare är Rheinenergiestadion en modern fotbollsarena utan löparbanor där publiken sitter betydligt närmare fotbollsplanen. Under Fifa Confederations Cup 2005 och VM i fotboll 2006 bar arenan namnet VM-stadion Köln (eng. FIFA World Cup Stadium Köln/Cologne) då FIFA inte tillåter sponsorsnamn på VM-arenorna.

## Evenemang
- Fifa Confederations Cup 2005
- VM i fotboll 2006
- EM i fotboll 2024